# Konstantin Tsiolkovski
Konstantin Eduardovich Tsiolkovski (em russo:  Константин Эдуардович Циолковский; Izhevskoye, 17 de setembro [Calend. juliano: 5 de setembro] 1857 — Kaluga, 19 de setembro de 1935) foi um cientista de foguetes russo e soviético e pioneiro na teoria astronáutica. Junto do francês Robert Esnault-Pelterie, o alemão Hermann Oberth e o americano Robert H. Goddard, ele é considerado como sendo um dos pais fundadores do foguetismo e astronáutica moderna. Seus trabalhos posteriormente inspiraram engenheiros como Sergei Korolev e Valentin Glushko e contribuiu para o sucesso do programa espacial soviético.
Tsiolkovski residiu numa cabana de troncos nos arredores da cidade russa de Kaluga, cerca de 200 km ao sudeste de Moscou. Um recluso por natureza, seus hábitos incomuns o fizeram ser visto como um bizarro por seus conhecidos.

## Biografia
Tsiolkovski nasceu em Izhevskoye (atualmente o Spassky District, Ryazan Oblast, Riazã), no Império Russo em uma família de classe média. Seu pai, Makary Edward Erazm Ciołkowski era um guarda florestal polaco de fé Católica Romana que imigrou para a Rússia; sua mãe ortodoxa era uma mistura dos Tártaros do Volga com origem russa. Seu pai foi um guarda florestal bem sucedido, professor e um oficial inferior do governo. Aos 10 anos, Konstantin foi contaminado pela escarlatina e tornou-se parcialmente surdo. Aos 13, sua mãe faleceu. Ele não foi aceito nas escolas elementares por causa do seu problema auditivo, então ele tornou-se um autodidata. Como uma criança reclusa e de ensino domiciliar, ele passava muito tempo lendo e tornando-se interessado em matemática e física. Quando adolescente, passou a contemplar a possibilidade da viagem espacial.
Tsiolkovski passou três anos atendendo uma biblioteca em Moscou onde Nikolai Fiodorovitch Fiodorov, proponente do Cosmismo, trabalhava. Posteriormente ele veio a acreditar que a colonização espacial levaria à perfeição da espécie humana, com a importalidade e uma existência despreocupada.

## Realizações científicas
Tsiolkovski declarou que havia desenvolvido a teoria do foguetismo apenas como um suplemento da sua pesquisa filosófica sobre o assunto. Ele escreveu mais de 400 trabalhos, incluindo cerca de 90 peças publicadas sobre a viagem espacial e assuntos relacionados.
Seu trabalho mais importante, publicado em maio de 1903, foi Exploração do Espaço Sideral usando Dispositivos de Reação (em russo:  Исследование мировых пространств реактивными приборами). Tsiolkovski calculou, usando a equação de Tsiolkovski, que a velocidade horizontal necessária para uma órbita minima ao redor da Terra é de 8 000 m/s e que poderia ser alcançada usando um foguete multiestágios alimentado por oxigênio e hidrogênio líquido. No artigo Exploração do Espaço Sideral usando Dispositivos de Reação foi provado pela primeira vez que um foguete poderia realizar o voo espacial. Neste e em suas continuações (1911 e 1914), ele desenvolveu algumas ideias de mísseis e considerou o uso de motores de combustível líquido.
A aparência externa do seu projeto de nave espacial, publicada em 1903, foi a base dos projetos atuais. O projeto tinha um casco dividido em três seções principais. O piloto e copiloto estavam na primeira seção, com a segunda e terceira carregando o combustível da espaçonave.
Tsiolkovski esteve desenvolvendo a ideia de um hovercraft desde 1921, publicando um artigo fundamental em 1927, chamado de "Resistência do Ar e Trem Expresso" (em russo:  Сопротивление воздуха и скорый по́езд).

## Últimos anos
Apesar de Tsiolkovski ter apoiado a Revolução de Outubro, ele não floresceu no sistema comunista. Ansioso para promover a ciência e tecnologia, o novo governo Soviético o elegeu como membro da Academia Socialista em 1918. Ele trabalhou como professor de matemática de ensino médio até sua aposentadoria em 1920, aos 63 anos. Em 1921, ele recebeu uma pensão vitalícia.
Só no fim da vida ele foi reconhecido por seu trabalho pioneiro. Em particular, seu apoio da eugenia o tornou politicamente impopular.[carece de fontes?] Entretanto, da metade da década de 1920 em diante, sua importância em demais trabalhos foi reconhecida, sendo honrado e o estado Soviético financiou sua pesquisa. Inicialmente ele foi popularizado na Rússia Soviética 1931-1932 principalmente por dois escritores: Yakov Perelman e Nikolai Rynin. Tsiolkovski faleceu em Kaluga, no dia 19 de setembro de 1935, após uma operação de câncer de estômago. Ele legou o trabalho de sua vida ao estado Soviético.

## Legado
Apesar de muitos terem considerado suas ideias não praticas, Tsiolkovski influenciou outros cientistas pela Europa, como Wernher von Braun. Equipes de busca da União Soviética em Peenemünde encontraram uma tradução em alemão de um livro do Tsiolkovski onde "quase todas as páginas... estavam embelezadas pelos comentários e notas de Von Braun".:27 O projetista de motores Valentin Glushko e o projetista de foguetes Sergei Korolev estudaram os trabalhos de Tsiolkovski quando jovens, e buscaram tornar realidade as suas teorias. Em particular, Korolev considerava a viagem à Marte como uma prioridade mais importante, até 1964, quando decidiu competir com o Programa Apollo.
Em 1989, Tsiolkovski foi colocado no International Air & Space Hall of Fame do Museu Aeroespacial de San Diego.

## Trabalho filosófico

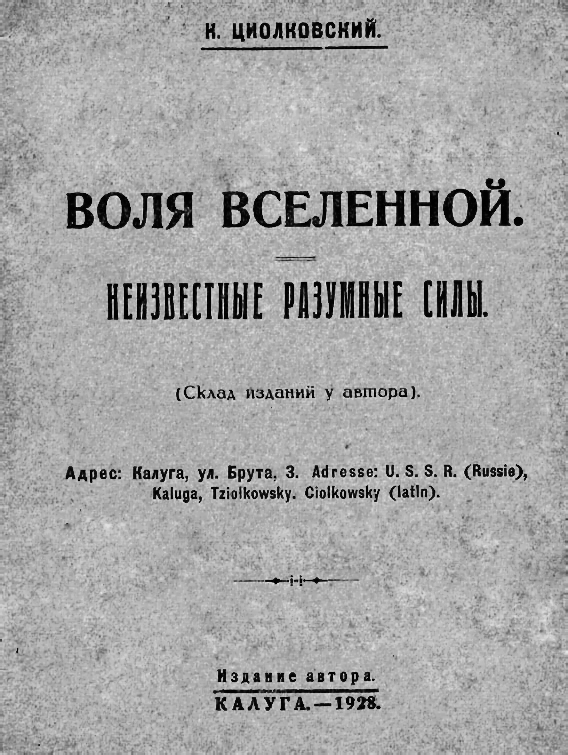
A capa de A Vontade do Universo. A Inteligência Desconhecida de Konstantin Tsiolkovski, 1928, considerado ser um trabalho de filosofia Cosmista.

Tsiolkovski escreveu o livro chamado O Desejo do Universo. A Inteligência Desconhecida em 1928, onde propunha a filosofia do panpsiquismo. Ele acreditava que os humanos eventualmente colonizarão a Via Láctea. Seus pensamentos precederam a Era Espacial por várias décadas e algo do que ele imaginou tornou-se realidade desde sua morte. Tsiokovsky também não acreditava na cosmologia religiosa tradicional, mas (para desagrado das autoridades Soviéticas) ele acreditava num ser cósmico que governa os humanos como "marionetes, bonecos mecânicos, máquinas, personagens de filme", assim aderindo à visão mecânica do universo, o qual ele acreditava que será controlado através dos milênios, devido à indústria e à ciência humana. Num artigo curto de 1933, ele explicitamente formulou o que posteriormente seria conhecido como paradoxo de Fermi.

## Tributos

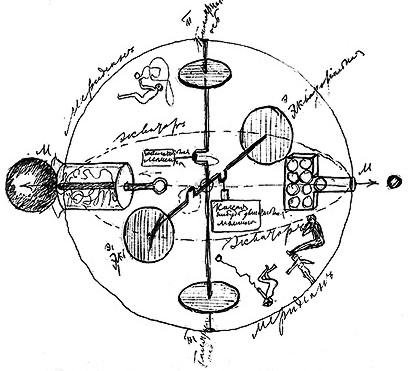
Rascunho da primeira nave espacial de Konstantin Tsiolkovski

- A cratera Tsiolkovskiy (a mais proeminente no lado distante da Lua) foi batizada em sua homenagem, enquanto o asteroide 1590 Tsiolkovskaja foi batizado em homenagem à sua esposa.[31][32] A União Soviética tinha o direito de batismo por operar a Luna 3, a primeira nave a transmitir imagens do lado distante da Lua de forma bem sucedida.[33]
- Há um Doodle do Google em sua homenagem.[34]
- Há uma moeda de 1 Rublo de 1987 que comemorou o 130.º aniversário do seu nascimento.[35]

## Na cultura popular
Tsiolkovski foi consultado no roteiro do filme de ficção científica de 1936, Kosmicheskiy reys.
- O módulo Zvezda da Estação Espacial Internacional tem fotos dele e de Yuri Gagarin na parede acima da escotilha.[37]
- Os elevadores espaciais de Marte do romance Mechanicum de Graham McNeill que se passa no universo de Warhammer 40 000 são chamados de "Torres Tsiolkovski".[38]

## Trabalhos

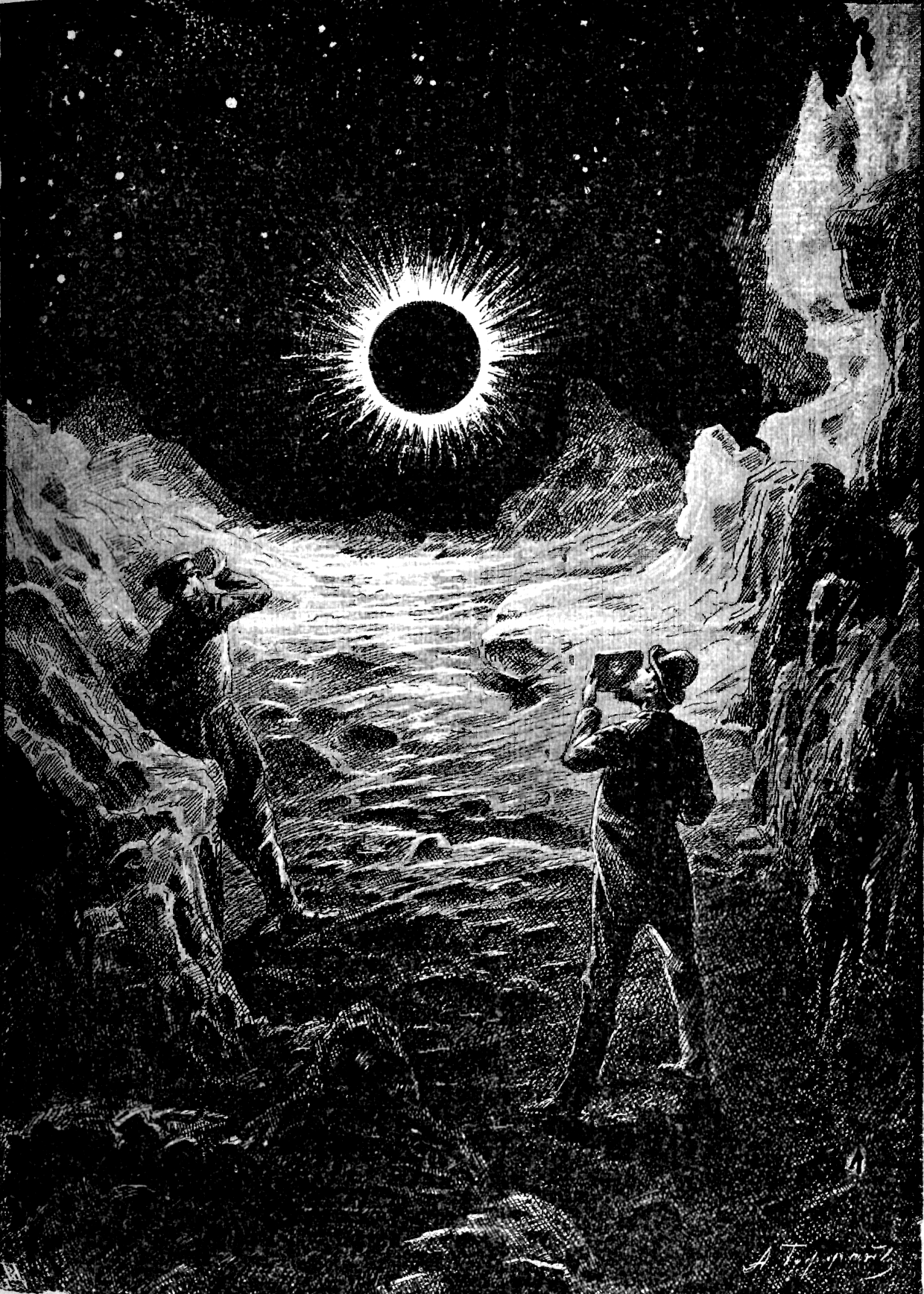
Ilustração de A. Gofman para Na Lua

- Tsiolkovsky, Konstantin E. (1893), На Луне [Na Lua] (em russo)
- Konstantín Tsiolkovski. Исследование мировых пространств реактивными приборами (A Exploração do Espaço Cósmico por Dispositivos de Reação). 1914
- Konstantín Tsiolkovski. Исследование мировых пространств реактивными приборами (A Exploração do Espaço Cósmico por Dispositivos de Reação). 1926
- Tsiolkovsky, Konstantin E. (1903), «Исследование мировых пространств реактивными приборами» [A Exploração do Espaço Cósmico por Dispositivos de Reação], The Science Review (em russo) (5), arquivado do original em 28 de novembro de 2019
- Tsiolkovsky, Konstantin E. (1931), Происхождение музыки и ее сущность [Origem e uma Essencia da Música] (PDF) (em russo), consultado em 22 de setembro de 2008
- Tsiolkovsky, Konstantin E., Call of the Cosmos: A Collection of Papers, FOREIGN LANGUAGES PRESS